# Bolitoglossa marmorea
Bolitoglossa marmorea är en groddjursart som först beskrevs av Tanner och Arden H. Brame, Jr. 1961.  Bolitoglossa marmorea ingår i släktet Bolitoglossa och familjen lunglösa salamandrar. IUCN kategoriserar arten globalt som starkt hotad. Inga underarter finns listade.